# Населення Тувалу
Населення Тувалу. Чисельність населення країни 2015 року становила 10,8 тис. осіб (223-тє місце у світі). Чисельність остров'ян стабільно збільшується, народжуваність 2015 року становила 23,74 ‰ (62-ге місце у світі), смертність — 8,74 ‰ (71-ше місце у світі), природний приріст — 0,82 % (135-те місце у світі) . 

## Природний рух

### Відтворення
Народжуваність у Тувалу, станом на 2015 рік, дорівнює 23,74 ‰ (62-ге місце у світі). Коефіцієнт потенційної народжуваності 2015 року становив 3 дитини на одну жінку (54-те місце у світі). Рівень застосування контрацепції 30,5 % (станом на 2007 рік). Середній вік матері при народженні першої дитини становив 23,5 року, медіанний вік для жінок — 25—29 років (оцінка на 2007 рік).
Смертність у Тувалу 2015 року становила 8,74 ‰ (71-ше місце у світі).
Природний приріст населення в країні 2015 року становив 0,82 % (135-те місце у світі).

### Вікова структура

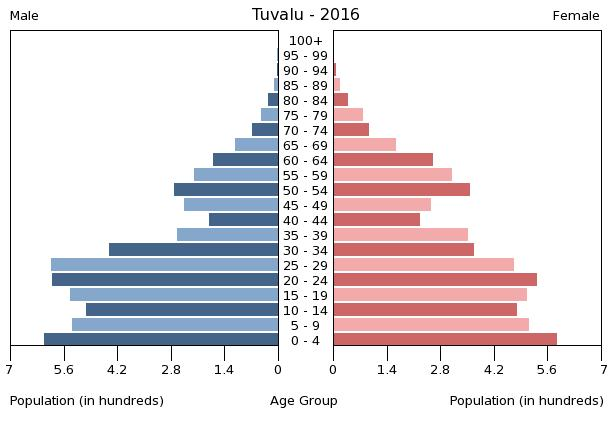
Віково-статева піраміда населення Тувалу, 2016 рік

Середній вік населення Тувалу становить 25,5 року (152-ге місце у світі): для чоловіків — 24,4, для жінок — 26,8 року. Очікувана середня тривалість життя 2015 року становила 66,16 року (173-тє місце у світі), для чоловіків — 64,01 року, для жінок — 68,41 року.
Вікова структура населення Тувалу, станом на 2015 рік, виглядає таким чином:
- діти віком до 14 років — 29,4 % (1639 чоловіків, 1557 жінок);
- молодь віком 15—24 роки — 20,27 % (1157 чоловіків, 1046 жінок);
- дорослі віком 25—54 роки — 36,35 % (1946 чоловіків, 2005 жінок);
- особи передпохилого віку (55—64 роки) — 8,41 % (373 чоловіки, 541 жінка);
- особи похилого віку (65 років і старіші) — 5,57 % (247 чоловіків, 358 жінок)[1].

### Шлюбність— розлучуваність
Середній вік, коли чоловіки беруть перший шлюб, дорівнює 27,2 року, жінки — 22,1 року, загалом — 24,7 року (дані за 2007 рік).

## Розселення
Густота населення країни 2015 року становила 330,5 особи/км² (27-те місце у світі).

### Урбанізація
Тувалу високоурбанізована країна. Рівень урбанізованості становить 59,7 % населення країни (станом на 2015 рік), темпи зростання частки міського населення — 1,9 % (оцінка тренду за 2010—2015 роки).
Головне і єдине місто держави: Фунафуті (столиця) — 6,0 тис. осіб (дані за 2014 рік).

### Міграції
Річний рівень еміграції 2015 року становив 6,81 ‰ (204-те місце у світі). Цей показник не враховує різниці між законними і незаконними мігрантами, між біженцями, трудовими мігрантами та іншими.

## Расово-етнічний склад
| Етнічний склад (2015 рік) | Етнічний склад (2015 рік) | Етнічний склад (2015 рік) | Етнічний склад (2015 рік) | Етнічний склад (2015 рік) |
| ------------------------- | ------------------------- | ------------------------- | ------------------------- | ------------------------- |
| Етнос:                    |                           |                           | Відсоток:                 |                           |
| полінезійці               | полінезійці               |                           | 96%                       | 96%                       |
| мікронезійці              | мікронезійці              |                           | 4%                        | 4%                        |

Головні етноси країни: полінезійці — 96 %, мікронезійці — 4 % населення.

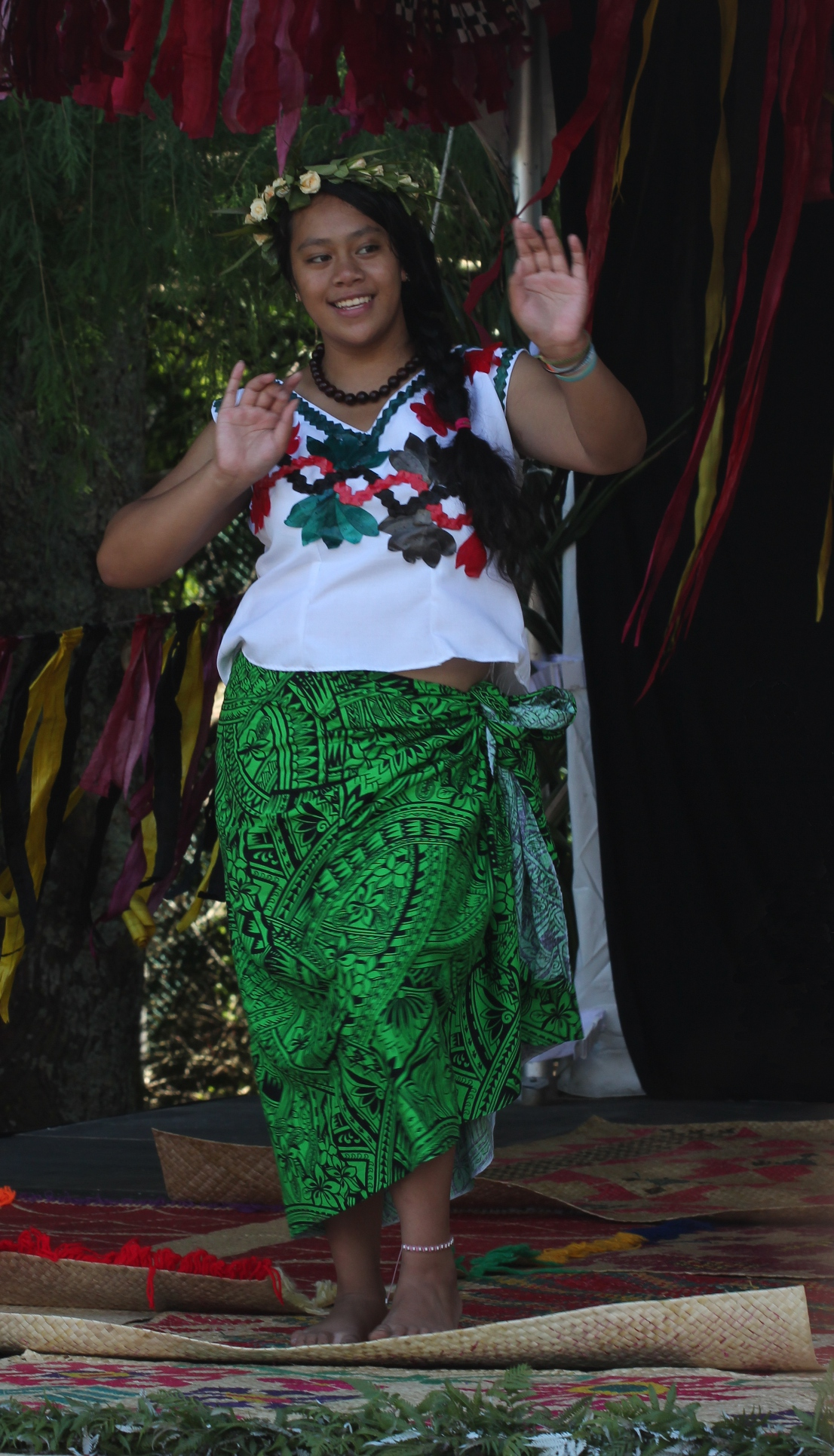
Тувалуанка в народному вбранні
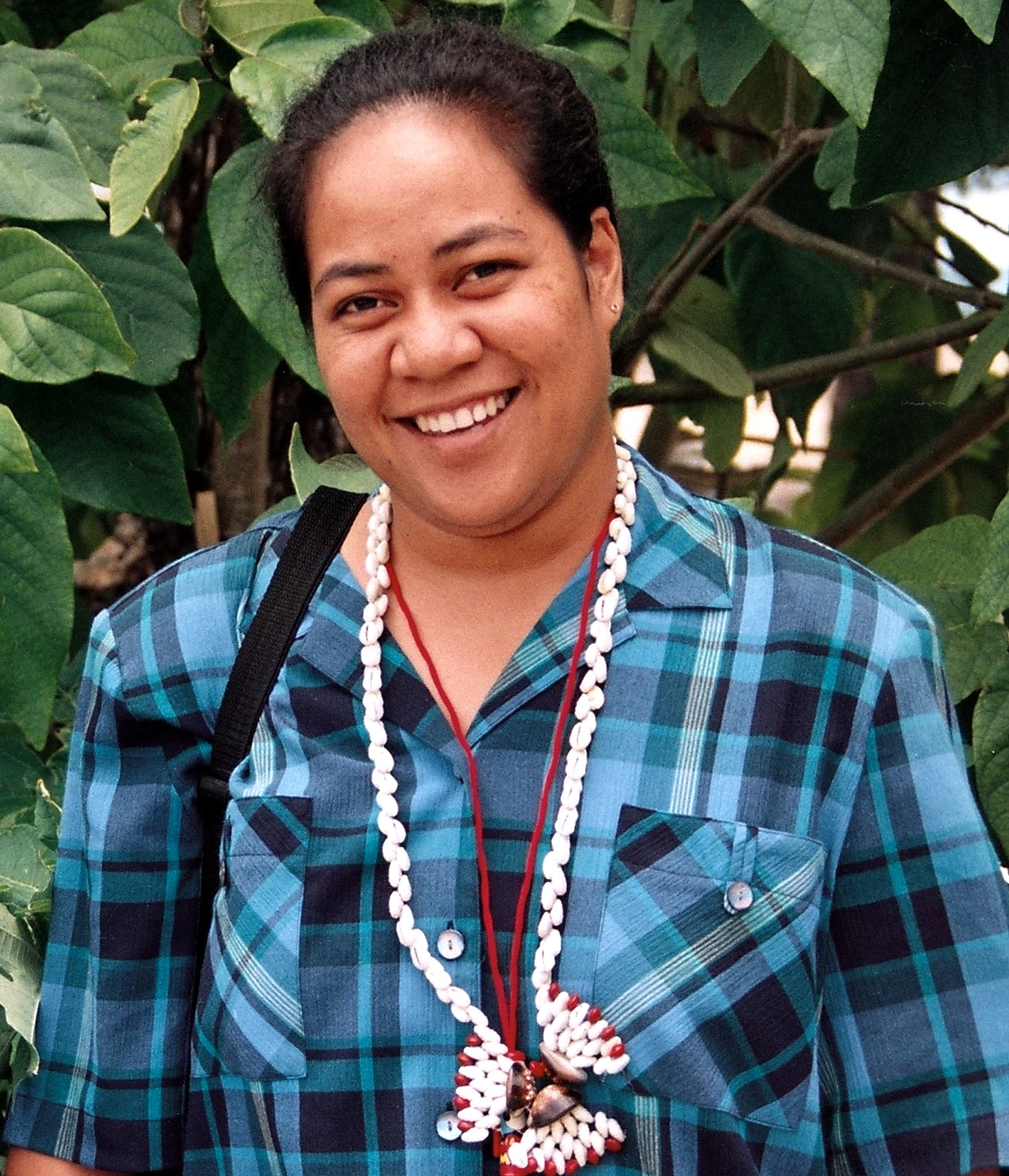
Тувалуанка
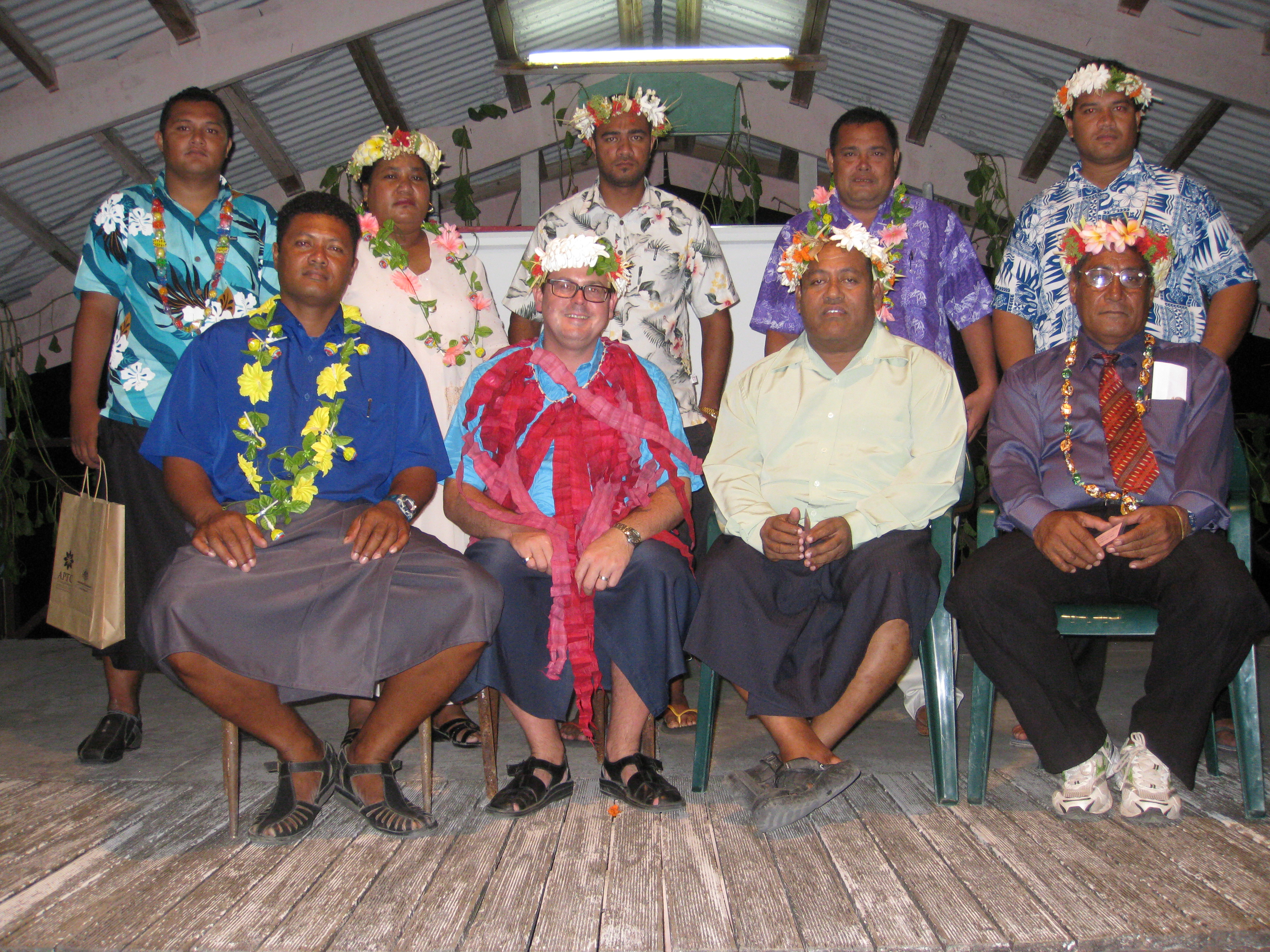
Тувалуанці
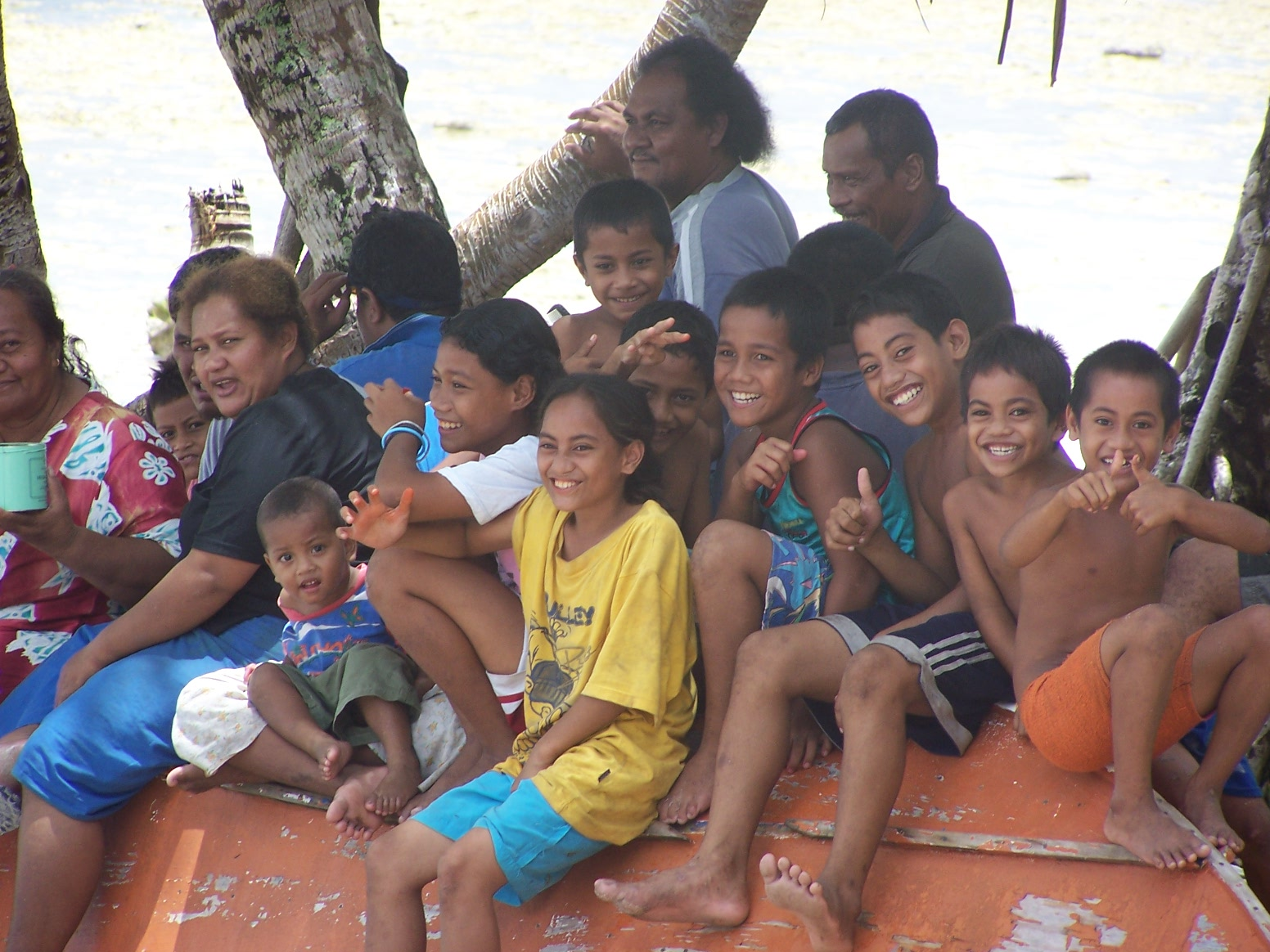
Діти Тувалу
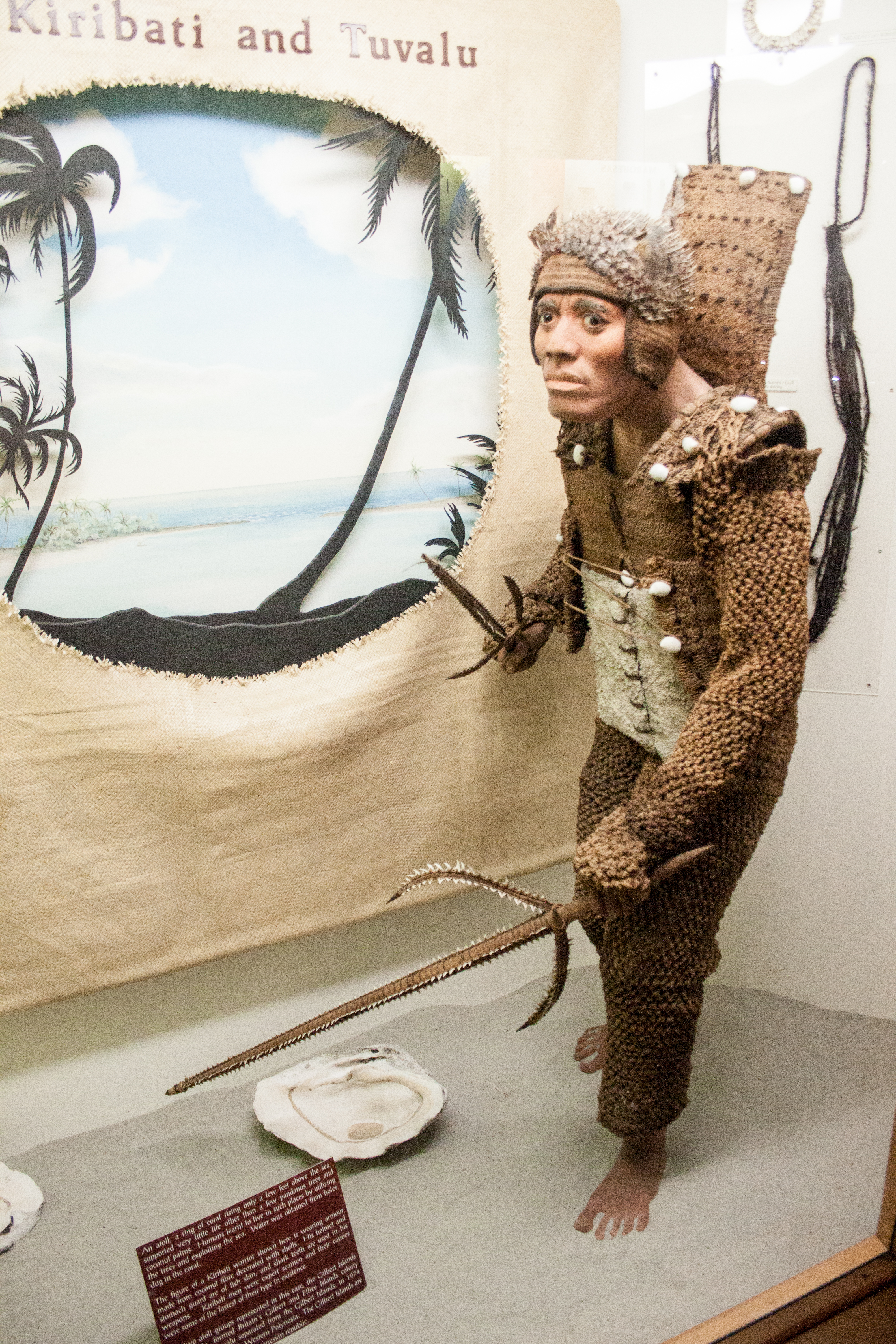
Традиційний одяг воїнів Тувалу

## Мови
| Мови Тувалу (2015 рік) | Мови Тувалу (2015 рік) | Мови Тувалу (2015 рік) | Мови Тувалу (2015 рік) | Мови Тувалу (2015 рік) |
| ---------------------- | ---------------------- | ---------------------- | ---------------------- | ---------------------- |
| Мова:                  |                        |                        | Відсоток:              |                        |
| тувалуанська           | тувалуанська           |                        | %                      | %                      |
| англійська             | англійська             |                        | %                      | %                      |
| самоанська             | самоанська             |                        | %                      | %                      |
| кірибаті               | кірибаті               |                        | %                      | %                      |

Офіційні мови: тувалуанська, англійська. Інші поширені мови: самоанська, кірибаті (острів Нуї).

## Релігії
| Релігії в Тувалу (2017 рік) | Релігії в Тувалу (2017 рік) | Релігії в Тувалу (2017 рік) | Релігії в Тувалу (2017 рік) | Релігії в Тувалу (2017 рік) |
| --------------------------- | --------------------------- | --------------------------- | --------------------------- | --------------------------- |
| Віросповідання:             |                             |                             | Відсоток:                   |                             |
| протестанти                 | протестанти                 |                             | 98.4%                       | 98.4%                       |
| бахаїсти                    | бахаїсти                    |                             | 1%                          | 1%                          |
| інші                        | інші                        |                             | 0.6%                        | 0.6%                        |

Головні релігії й вірування, які сповідує, і конфесії та церковні організації, до яких відносить себе населення країни: протестантизм — 98,4 % (конгрегації — 97 %, адвентизм — 1,4 %), бахаїзм — 1 %, інші — 0,6 % (станом на 2015 рік).

## Освіта
Рівень письменності 2015 року становив 99 % дорослого населення (віком від 15 років): 99 % — серед чоловіків, 99 % — серед жінок.
Дані про державні витрати на освіту у відношенні до ВВП країни, станом на 2015 рік, відсутні.

## Охорона здоров'я
Забезпеченість лікарями в країні на рівні 1,09 лікаря на 1000 мешканців (станом на 2009 рік). Загальні витрати на охорону здоров'я 2014 року становили 16,5 % ВВП країни (4-те місце у світі).
Смертність немовлят до 1 року, станом на 2015 рік, становила 30,8 ‰ (66-те місце у світі); хлопчиків — 33,46 ‰, дівчаток — 28,01 ‰.

### Захворювання
Кількість хворих на СНІД невідома, дані про відсоток інфікованого населення в репродуктивному віці 15—49 років відсутні. Дані про кількість смертей від цієї хвороби за 2014 рік відсутні.
Частка дорослого населення з високим індексом маси тіла 2014 року становила 39,6 % частка дітей віком до 5 років зі зниженою масою тіла становила 1,6 % (оцінка на 2007 рік). Ця статистика показує як власне стан харчування, так і наявну/гіпотетичну поширеність різних захворювань.

### Санітарія
Доступ до облаштованих джерел питної води 2015 року мало 98,3 % населення в містах і 97 % у сільській місцевості; загалом 97,7 % населення країни. Відсоток забезпеченості населення доступом до облаштованого водовідведення (каналізація, септик): у містах — 86,3 %, в сільській місцевості — 80,2 %, загалом по країні — 83,3 % (станом на 2015 рік). Дані про розподіл доходів домогосподарств в країні відсутні.
Станом на 2012 рік, в країні 6,1 тис. осіб не має доступу до електромереж; 45 % населення має доступ, в містах цей показник дорівнює 57 %, у сільській місцевості — 32 %. Рівень проникнення інтернет-технологій середній. Станом на липень 2015 року в країні налічувалось 5 тис. унікальних інтернет-користувачів (206-те місце у світі), що становило 42,7 % загальної кількості населення країни.

## Соціально-економічне становище
За межею бідності 2010 року перебувало 26,3 % населення країни.

### Трудові ресурси
Загальні трудові ресурси 2004 року становили 3,7 тис. осіб (223-тє місце у світі). Економічно активне населення островів займається експлуатацією природних ресурсів моря, працює на видобуванні фосфатів, моряками на суднах. Дані про рівень безробіття серед працездатного населення країни, станом на 2015 рік,

## Кримінал

### Торгівля людьми
Згідно зі щорічною доповіддю про торгівлю людьми (англ. Trafficking in Persons Report) Управління з моніторингу та боротьби з торгівлею людьми Державного департаменту США, уряд Тувалу докладає значних зусиль у боротьбі з явищем примусової праці, сексуальної експлуатації, незаконною торгівлею внутрішніми органами, але законодавство відповідає мінімальним вимогам американського закону 2000 року щодо захисту жертв (англ. Trafficking Victims Protection Act’s) не повною мірою, країна перебуває у списку другого рівня.

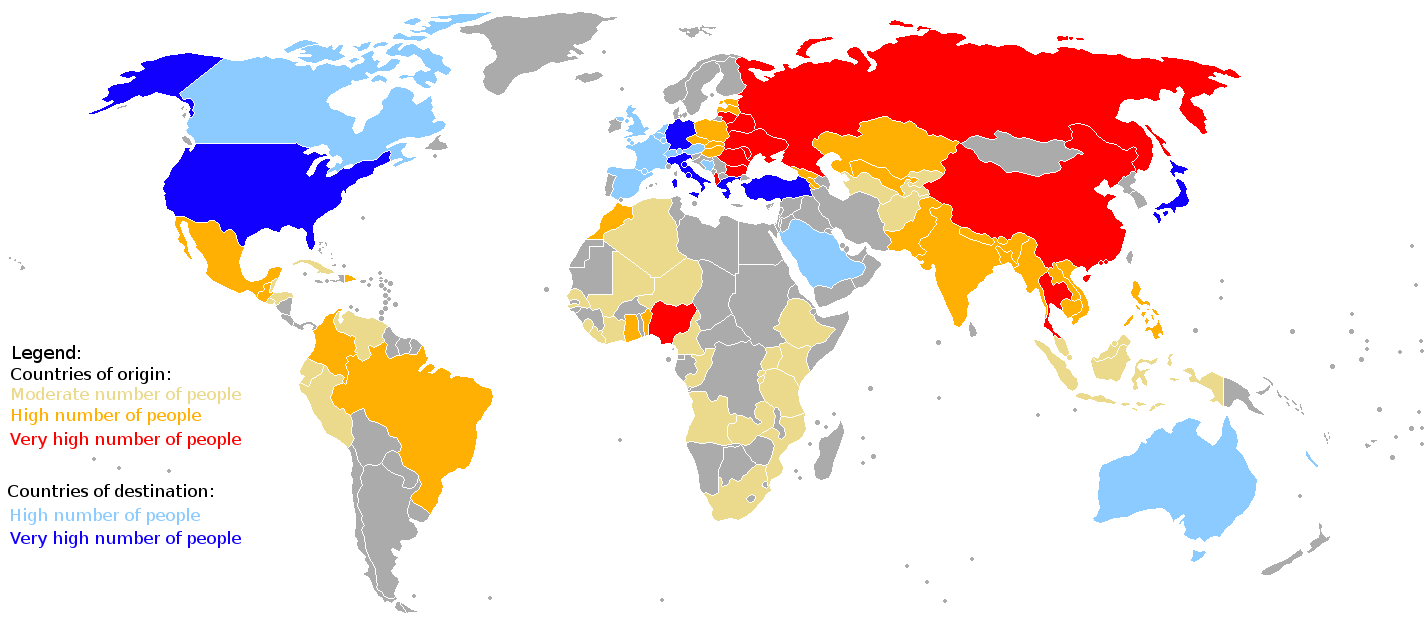
Країни-донори (червоний) і країни-реципієнти кримінальних потоків  (англ.)
Глобальна боротьба з торгівлею людьми (англ.)

## Гендерний стан
Статеве співвідношення (оцінка 2015 року):
- при народженні — 1,05 особи чоловічої статі на 1 особу жіночої;
- у віці до 14 років — 1,05 особи чоловічої статі на 1 особу жіночої;
- у віці 15—24 років — 1,11 особи чоловічої статі на 1 особу жіночої;
- у віці 25—54 років — 0,97 особи чоловічої статі на 1 особу жіночої;
- у віці 55—64 років — 0,69 особи чоловічої статі на 1 особу жіночої;
- у віці за 64 роки — 0,69 особи чоловічої статі на 1 особу жіночої;
- загалом — 0,97 особи чоловічої статі на 1 особу жіночої[1].

## Демографічні дослідження
Демографічні дослідження в країні ведуться рядом державних і наукових установ.

### Українською
- Атлас. 10-11 клас. Економічна і соціальна географія світу / упорядники :  О. Я. Скуратович, Н. І. Чанцева. — К. : ДНВП «Картографія», 2010. — ISBN 978-966-475-639-3.
- Атлас світу / голов. ред. І. С. Руденко ; зав. ред. В. В. Радченко ; відп. ред. О. В. Вакуленко. — К. : ДНВП «Картографія», 2005. — 336 с. — ISBN 9666315467.
- Безуглий В. В. Економічна і соціальна географія зарубіжних країн : Навчальний посібник. — К. : ВЦ «Академія», 2007. — 704 с. — ISBN 978-966-580-239-6.
- Безуглий В. В., Козинець С. В. Регіональна економічна і соціальна географія світу : Навчальний посібник. — видання 2-ге, доп., перероб. — К. : ВЦ «Академія», 2007. — 688 с. — ISBN 966-580-144-9.
- Головченко В. І., Кравчук О. Країнознавство: Азія, Африка, Латинська Америка, Австралія і Океанія. — К., 2006. — 335 с. — ISBN 966-8939-04-2.
- Гудзеляк І. І. Географія населення: Навчальний посібник / І. Гудзеляк. — Л. : Видавничий центр ЛНУ імені Івана Франка, 2008. — 232 с. — ISBN 978-966-613-599-8.
- Дахно І. І. Країни світу: Енциклопедичний довідник / І. І. Дахно, С. М. Тимофієв. — К. : Мапа, 2011. — 606 с. — (Бібліотека нового українця) — ISBN 978-966-8804-23-6.
- Дахно І. І. Економічна географія зарубіжних країн : навчальний посібник. — К. : Центр учбової літератури, 2014. — 319 с. — ISBN 978-611-01-0682-5.
- Джаман В. О. Регіональні системи розселення: демографічні аспекти. — Чернівці : Рута, 2003. — 392 с. — ISBN 9665685988.
- Дорошенко Л. С. Демографія: Навчальний посібник. — К. : МАУП, 2005. — 112 с. — ISBN 966-608-442-2.
- Дубович І. А. Країнознавчий словник-довідник. — 5-те вид., перероб. і доп. — К. : Знання, 2008. — 839 с. — ISBN 978-966-346-330-8.
- Економічна і соціальна географія країн світу. Навчальний посібник / За ред. Кузика С. П. — Л. : Світ, 2002. — 672 с. — ISBN 966-603-178-7.
- Загальна медична географія світу / В. О. Шевченко [та ін.] — К. : [б.в.], 1998. — 178 с.
- Книш М. М., Мамчур О. І. Регіональна економічна і соціальна географія світу (Латинська Америка та Карибські країни, Африка, Азія, Океанія) : навч. посіб. — Л. : ЛНУ ім. Івана Франка, 2013. — 368 с. — ISBN 978-617-10-0007-0.
- Крисаченко В. С. Динаміка населення: Популяційні, етнічні та глобальні виміри. — К. : Видавництво Національного інституту стратегічних досліджень, 2005. — 368 с. — ISBN 966-554-083-1.
- Любіцева О. О., Мезенцев К. В., Павлов С. В. Географія релігій. — К. : АртЕК, 1999. — 504 с. — ISBN 966-505-006-0.
- Масляк П. О. Країнознавство. — К. : Знання, 2007. — 292 с. — (Вища освіта XXI століття)
- Масляк П. О., Дахно І. І. Економічна і соціальна географія світу / П. О. Масляк, І. І. Дахно ; за ред. П. О. Масляка. — К. : Вежа, 2003. — 280 с. — ISBN 966-7091-53-8.

### Російською
- (рос.) Тувалу // Демографический энциклопедический словарь / главн. ред. Валентей Д. И. — М. : Советская энциклопедия, 1985. — 608 с.
- (рос.) Тувалу // Страны и народы. Австралия и Океания. Антарктида / Редкол. П. И. Пучков (отв. ред.) и др. — М. : «Мысль». — 301 с. — (Страны и народы) — 180 тис. прим.
- (рос.) Атлас народов мира / Отв. ред. С. И. Брук и В. С. Апенченко. — М. : ГУГК ГГК СССР и Институт этнографии им. Н. Н. Миклухо-Маклая АН СССР, 1964. — 185 с. — 20 тис. прим.
- (рос.) Численность и расселение народов мира. Этнографические очерки / под ред. С. И. Брука. — М. : Издательство АН СССР, 1962. — 487 с.
- (рос.) Лаппо Г. М. География городов: Учебное пособие для географических факультетов вузов. — М. : Туманит, изд. центр ВЛАДОС, 1997. — 476 с. — ISBN 5-691-00047-0.
- (рос.) Ягельский А. География населения. — М. : Прогресс, 1980. — 383 с.